# 寶相花鏡
寶相花鏡，又名團花鏡、花枝鏡，是唐代的一種鏡子。

## 歷史
寶相花鏡出現在隋代，至唐代盛行一時。因為隋唐時期佛教盛行，紋飾圖案受到影響。而它主要以蓮花仍為基本圖案，再加上瑞獸或其他吉祥圖案作為裝飾。1951年，考古學家曾在西安東郊出土一面鍍金寶相花鏡。又曾在1955年於河南韓森唐墓中出土另一面寶相花鏡「高士宴樂螺鈿鏡」。

## 形狀紋飾
寶相花鏡直徑為167毫米，呈葵花形。花鏡多以六簇為主，花呈團簇形。而鏡子為花蕊鈕座圓鈕，兩種不同紋飾的寶相花紋各有三朵相間環繞，素色平緣，加上用黑漆油製而成。其品相良佳。在盛唐以後，蓮花圖案產生了更多的變化。比如加入了西番蓮、石榴、葡萄以及牡丹花等圖案。令本來的寶相花鏡紋飾變得不再單一。

## 外部連結
- 中國古代銅鏡的歷史價值與藝術價值 （页面存档备份，存于）